# Дике серце (телесеріал, 1993)
«Дике серце» (ісп. Corazón salvaje) — мексиканська теленовела виробництва компанії Televisa за мотивами однойменного роману (1957) мексиканскої письменниці Карідад Браво Адамс. У головних ролях Едіт Гонсалес, Едуардо Паломо та Ана Кольчеро. Прем'єрний показ відбувся на каналі Las Estrellas 5 липня 1993 — 18 лютого 1994 років.

## Сюжет
Мексика, кінець XIX століття. Хуан дель Дьябло і Андрес Алькасар Вальє  — сини заможного сеньйора Франсіско Алькасара Вальє, власника плантацій цукрової тростини. Хуан, старший з них, його позашлюбний син від зв'язку з дружиною бідного рибалки, Андрес, молодший, народжений у законному шлюбі з Софією Монтьєль, жінкою зі складним характером. Франсіско, не зважаючи на заперечення дружини, їде до адвоката Ноеля Мансари, з наміром визнати Хуана своїм сином і дати йому своє ім'я, але дорогою падає з коня і гине. 
П'ятнадцять років по тому до порту Веракрус прибувають донья Каталіна Монтеро, вдова графа Альтаміри, і дві її доньки  — юні графині Моніка та Айме. Багато років тому донья Каталіна і її кузина донья Софія домовилися про шлюб їхніх дітей — Андреса і Моніки, тендітної вразливої дівчини, зовсім не схожої на свою легковажну сестру Айме. Моніка закохана у кузена Андреса, але той обирає Айме і робить їй пропозицію. Засмучена Моніка вирішує стати монастирською послушницею, але пізніше залишає монастир. Айме випадково знайомиться на пляжі з Хуаном дель Дьябло, який став власником шхуни і контрабандистом, і стає його коханкою. Перед наступним рейсом, який має принести значний прибуток, він просить Айме дочекатися його і одружитися з ним. Але Айме зраджує його і виходить заміж за Андреса.
Дізнавшись про все по поверненні, Хуан у нападі люті вирушає до братової гасієнди. Моніці відомо про зв'язок Хуана і Айме, і щоб запобігти скандалу вона намагається переконати його залишити сестру у спокої. Андрес пропонує Хуанові посаду управителя гасієнди і той погоджується. Айме помічає симпатію між Монікою та Хуаном і починає ревнувати. Вона намагається влаштувати шлюб Моніки і Альберто, друга Андреса, але сестра відмовляється. Через непорозуміння Андрес вважає, що то Моніка є коханкою Хуана і вимагає від того одружитися з нею. Моніка боїться, що Андрес страждатиме через правду про Хуана і Айме, і тому погоджується. Але Айме не може змиритися з цим...

## У ролях
- Едіт Гонсалес — графиня Моніка Де Альтаміра Монтеро де Алькасар Вальє
- Едуардо Паломо — Хуан дель Дьябло Алькасар Вальє / Франсіско Алькасар Вальє
- Ана Кольчеро — графиня Айме Де Альтаміра Монтеро де Алькасар Вальє
- Аріель Лопес Паділья — Андрес Алькасар Вальє
- Енріке Лісальде  — Ноель Мансера
- Клаудія Іслас — Софія Монтьєль де Алькасар Вальє
- Лус Марія Агілар — графиня Каталіна Монтеро де Альтаміра
- Арсеніо Кампос — Альберто де ла Серна
- Ернесто Яньєс — Баутіста Росалес
- Іоланда Вентура — Асусена
- Хав'єр Руан — Гвадалупе Кахіга
- Сесар Евора — Марсело Ромеро Варгас
- Ісаура Еспіноса — Аманда Монтеррубіо де Ромеро Варгас
- Вероніка Мерчант — Маріанна Ромеро Варгас / Маріанна Мансера
- Олівія Каїро — Хуаніта
- Еміліо Кортес — Серафін Камперо
- Ана Лаура Еспіноса — Лупе
- Херардо Еммер — Хоакін Мартінес
- Хайме Лосано — Сегундо Кінтана
- Альберто Парра — капітан Еспіндола
- Алехандро Рабаго — Педро
- Гонсало Санчес — Факундо Гомес
- Моніка Санчес — Роса
- Індра Суно — Мече
- Антонія Марсін — Долорес Пеньялоса де Альтаміра
- Хуліо Монтерде — брат Домінго
- Квета Лават — мати-настоятелька
- Артуро Паулет — ліценціат Мондрагон
- Джоанна Бріто — Ана
- Марібель Палмер — Тереза
- Квета Карраско — донья Пруденсія Санта-Марія
- Марія Долорес Оліва —Теуя
- Хуан Антоніо Льянес — суддя Есперон
- Кончіта Маркес — сестра Хуліана
- Джеральдіна Басан — Моніка у дитинстві
- Хуліан де Тавіра — Хуан у дитинстві
- Крістіан Руїс — Андрес у дитинстві

## Нагороди та номінації
TVyNovelas Awards (1994)
- Найкраща теленовела (Хосе Рендон).
- Найкраща акторка (Едіт Гонсалес).
- Найкращий актор (Едуардо Паломо).
- Найкраща роль у виконанні заслуженої акторки (Клаудія Іслас).
- Найкраща жіноча роль — відкриття (Ана Кольчеро).
- Найкраща чоловіча роль — відкриття (Аріель Лопес Паділья).
- Найкращий сценарій (Марія Сараттіні).
- Найкращий режисер-постановник (Альберто Кортес).
- Найкраща музична тема (Мануель Міхарес).
- Номінація на найкращу роль у виконанні заслуженого актора (Енріке Лісальде).
- Номінація на найкращу жіночу роль  — відкриття (Іоланда Вентура).
- Номінація на найкращу чоловічу роль  — відкриття (Сесар Евора).

 ACE Awards (1994)
- Найкращий актор (Едуардо Паломо).
- Найкраща акторка другого плану (Клаудія Іслас).
- Найкращий актор другого плану (Арсеніо Кампос).
- Найкраща режисерська робота (Альберто Кортес).

## Інші версії
- 1956 — Дике серце (ісп. Corazón salvaje), мексиканський кінофільм режисера Хуана Хосе Ортеги, заснований на однойменній радіоновелі, що передувала виходу роману Карідад Браво Адамс наступного року. У головних ролях Марта Рот, Карлос Наварро та Крістіана Мартель.
- 1965 — Дике серце (ісп. Corazón salvaje), венесуельська теленовела виробництва каналу RCTV. У головних ролях Ева Морено, Оскар Мартінес та Доріс Веллс.
- 1966 — Хуан дель Дьябло (ісп. Juan del Diablo), пуероториканська теленовела виробництва Telemundo. У головних ролях Гледіс Родрігес, Брауліо Кастільйо та Мартіта Мартінес.
- 1966 — Дике серце (ісп. Corazón salvaje), мексиканська теленовела виробництва Telesistema Mexicano (пізніше Televisa). У головних ролях Хулісса, Енріке Лісальде та Жаклін Андере.
- 1968 — Дике серце (ісп. Corazón salvaje), мексикансьуий кінофільм режисера Тіто Давісона. У головних ролях Анхеліка Марія, Хосе Алеман та Тереза Веласкес.
- 1977 — Дике серце (ісп. Corazón salvaje), мексиканська теленовела виробництва Televisa. У головних ролях Анхеліка Марія, Мартін Кортес та Сусана Досамантес.
- 2009 — Дике серце (ісп. Corazón salvaje), мексиканська теленовела виробництва Televisa. У головних ролях Араселі Арамбула, Едуардо Яньєс, Енріке Роча та Елена Рохо. У новій адаптації сюжет роману «Дике серце» поєднано з сюжетом теленовели «Я купую цю жінку».